# Badminton
Badminton is een olympische sport die wordt gespeeld met een racket en een shuttle. De shuttle, die gemaakt kan zijn van nylon of van veren, wordt over een net heen en weer geslagen met de rackets. Badminton wordt in een zaal gespeeld, zodat er geen hinder van wind en andere weersomstandigheden is. Er wordt gespeeld in vijf disciplines.
In Aziatische landen (onder andere China, Vietnam, Indonesië en Maleisië) wordt badminton massaal gespeeld. Van de westerse landen zijn vooral Denemarken en Groot-Brittannië landen met aanzienlijke prestaties op het gebied van de badmintonsport. Badminton staat sinds 1992 op het programma van de Olympische Spelen. Daarvoor was het tweemaal een olympische demonstratiesport; in 1972 en 1988.

## Oorsprong

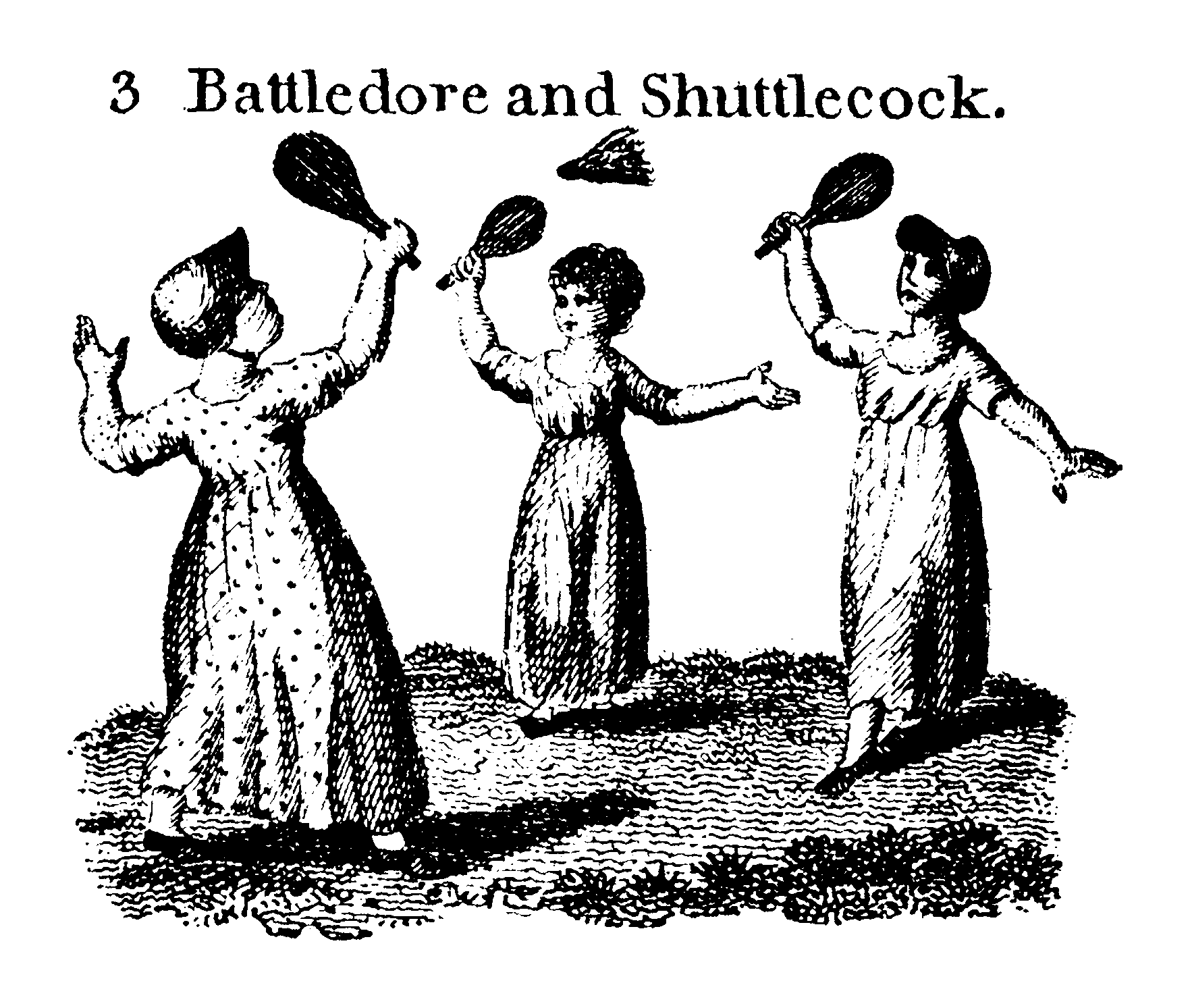
Battledore and shuttlecock, afgebeeld in 1804.

Er doen veel verschillende theorieën de ronde over het ontstaan van badminton, maar men gaat er algemeen van uit dat badminton zijn oorsprong vindt in Brits-Indië. Er zijn afbeeldingen bekend van begin 19e eeuw waarin het spel battledore and shuttlecock gespeeld wordt. Tevens is bekend dat het spel sterke overeenkomsten vertoont met ball badminton, afkomstig uit Tamil Nadu, en met hanetsuki, afkomstig uit Japan. De Britse soldaten speelden badminton in Brits-Indië. Daar werd het echter poona genoemd naar de gelijknamige stad Poona. Later kwam het over naar Engeland, in 1873 werd het beoefend op het landgoed van de hertog van Beaufort, Badminton.
Een bekende Amerikaanse badmintonautoriteit, Ken Davidson, verdiepte zich in de geschiedenis van het badminton. Er zijn verschillende schilderijen van Engelse en Franse afkomst waaruit hij kon afleiden dat er al eerder een soort gelijk spel is gespeeld in Europa. Deze spellen stonden onder verschillende namen bekend. De Franse naam was jeu de longue plume (spel van de lange pluim). Vanaf 1873 wordt het spel algemeen badminton genoemd.
In Nederland was er in het begin van de dertiger jaren van de twintigste eeuw enige belangstelling, maar opgang maakte het spel nog niet. Van Dale vermeldde het woord pas sinds 1950.

## Algemene spelregels

Speelveld

Een partij wordt gespeeld om twee gewonnen games (best of three games) van 21 punten volgens het rally point systeem. De partij die het eerst 21 punten scoort wint de game, behalve als de stand 20-20 wordt bereikt; dan wint de partij die vervolgens het eerst op 2 punten voorsprong komt, de game. Bij de stand 29-29 wint de partij die het 30e punt scoort de game.

### Veld
Het badmintonveld wordt in tweeën gedeeld door een net op 1,55 meter hoogte bij de staander. In het midden moet de nethoogte exact 1,524 meter zijn. Het net zelf moet 0,76 meter hoog zijn. Het koord waarvan het net gemaakt is moet donker van kleur zijn en van gelijkmatige dikte. De maaswijdte mag variëren van 15 tot 20 millimeter. Het net moet minimaal 6,1 meter lang zijn en een witte boord hebben bovenaan van 75 millimeter die is omgeslagen over de kabel waar het net op hangt. De lijnen die het veld markeren moeten 40 millimeter dik zijn.
De verplichte minimale obstakelvrije ruimte rondom een badmintonveld is 1,0 m en bij voorkeur 2,0 achter de grenslijn van enkelspel.

### Slaan
Er wordt onderhands geserveerd naar het veld schuin tegenover het vak van waaruit wordt geserveerd. Hierbij moet de shuttle zich op het moment van raken in zijn geheel onder het middel van de serveerder bevinden. ("Het middel" is in dit verband een denkbeeldige lijn rond het lichaam van de serveerder, lopend over het laagste punt van beide onderste ribben.) Tevens moet de service met één vloeiende beweging geslagen worden. 
De shuttle wordt over het net heen en weer geslagen; dit heet een rally. Zodra de shuttle op de grond komt en/of een fout wordt gemaakt, is de rally afgelopen. Afhankelijk van of de shuttle binnen/op de lijnen (in) of buiten de lijnen (uit) valt, wordt beoordeeld hoe het spel doorgaat. Als de shuttle op de grond komt door een fout van de serverende partij, wordt de service aan de andere partij overgedragen en krijgt die partij een punt. Als de fout gemaakt is door de tegenpartij, krijgt de serverende partij een punt en blijft hij aan de opslag.

### Puntenscore vanaf 2006
Op 1 februari 2006 begon de BWF met een experiment met een nieuwe puntentelling, om het spel aantrekkelijker te maken voor het publiek. In de lente van 2006 werd besloten het nieuwe rally-point-systeem officieel in te voeren vanaf het badmintonseizoen dat begon in augustus 2006.
Voorheen kon men alleen punten maken op de eigen service en was er een onderscheid tussen dames en heren (damestelling tot en met 11 punten, herentelling tot en met 15 punten). In de nieuwe puntentelling wordt dit onderscheid niet meer gemaakt; dames en heren zijn gelijkwaardig. De telling gaat voor beide seksen tot en met 21 punten per game;
Staan beide spelers op 20 punten dan moet er met twee punten verschil worden gewonnen. Echter, staan beide spelers op 29 punten, dan zal het eerstvolgende punt beslissend zijn voor de winst van de game of wedstrijd. Er wordt nog steeds best of three games gespeeld.
Grote evenementen werden al volgens het nieuwe systeem gespeeld in het seizoen 2005-2006, bijvoorbeeld de Dutch open (winnares Mia Audina vertelde dat dit nieuwe systeem erg zwaar is, vooral voor de mentale gesteldheid).

#### Mogelijke nieuwe puntentelling '5×11' verworpen
Op de algemene ledenvergadering van 22 mei 2021 van de mondiale badmintonbond de BWF werd tegen een nieuwe puntentelling gestemd. Er lag een voorstel op tafel om het best-of-three-games-systeem met 21 punten per game (3×21) te vervangen door een best-of-five-games-systeem met 11 punten per game (5×11). 187 nationale bonden (66,31%) stemden 'voor' het voorstel en 96 bonden (33,69%) stemden 'tegen'. Omdat er een 2/3-meerderheid noodzakelijk is voor regelwijzigingen, werd het voorstel ternauwernood verworpen. Omgerekend kwam het voorstel 1 stem tekort.
Het voorstel werd ingediend door Badminton Indonesia en de Badminton Association of Maldives met ondersteuning van Badminton Asia, Badminton Korea Association en Chinese Taipei Badminton Association. De BWF-raad, evenals de Europese bond Badminton Europe hadden zich achter het voorstel geschaard. De verkorting van de sets en de vermindering van de speeltijd zouden moeten bijdragen aan de attractiviteit van de sport, in het bijzonder voor de toeschouwers en de media.
Reeds bij de algemene ledenvergadering van 2018 werd over dit voorstel gestemd, toentertijd ingediend door de BWF-raad. Destijds waren er 129 voorstemmen en 123 tegenstemmen, daar waar 168 voorstemmen noodzakelijk waren.
De Badminton World Federation heeft de puntentelling '5×11' in de jaren 2014 en 2015 telkens drie maanden laten testen en in de jaren 2016 en 2017 in totaal 16 maanden laten testen. Aan de test deed onder andere de Badminton-Bundesliga van Duitsland mee. De eerste- en tweededivisieclubs speelde in de seizoenen 2016/2017 en 2017/2018 volgens het '5×11'-systeem. Aangezien de nieuwe puntentelling bij alle betrokkenen zeer goed ontvangen werd, heeft de algemene vergadering van de Duitse Bundesliga in juni 2018 besloten om het '5×11'-systeem te behouden. De mondiale BWF stemde hiermee in.

### Fouten
Badminton kent de volgende fouten:
- Een speler slaat de shuttle buiten de lijnen (uit).
- Een speler slaat de shuttle in het net.
- Een speler raakt de shuttle meer dan één keer (echter geen fout als de shuttle in 1 slag zowel met het blad als met de bespanning wordt geraakt).
- Een speler raakt de shuttle met zijn lichaam wanneer de shuttle in het spel is.
- Een speler raakt het net aan, voor de shuttle op de grond gevallen is (behalve als de tegenstander de shuttle aan zijn kant tegen het net heeft geslagen en aan zijn kant naar beneden valt).
- Een speler slaat de shuttle terug voor die boven het eigen veld is.
- De serveerder of ontvanger staat op een lijn bij het serveren (voetfout).
- Een speler slaat de service in het verkeerde vak.
- Een speler serveert onreglementair:
  - Een speler serveert en de shuttle bevindt zich op het moment van raken niet geheel onder het middel. Onder het middel betekent hier: onder de onderste rib.
  - Een speler serveert en tijdens het raken van de shuttle dient de steel van het racket enigszins naar beneden te wijzen, horizontaal mag niet.
  - Een speler serveert en schuift met zijn voet of laat met zijn voet de grond los voordat hij/zij de shuttle raakt.
- De shuttle raakt tijdens een rally niet tot het speelveld behorende objecten (plafond, palen links/rechts van het speelveld).
- Een speler slaat tegen het net met zijn/haar racket op het moment dat de shuttle in het spel is.
- Een speler gaat met zijn racket over het net en 'scoort' een punt.

### Let
Een scheidsrechter kan tijdens of als de rally afgelopen is, besluiten een let te spelen. Dit betekent dat de puntentelling van voor de rally gehandhaafd blijft en dat de rally opnieuw gespeeld wordt.
Er wordt een let gespeeld bij de onderstaande situaties:
- De scheidsrechter kan niet goed beoordelen of de shuttle binnen of buiten de lijnen valt.
- Het niet zeker was of de ontvangende partij klaarstond om te beginnen aan de volgende rally. Echter, wanneer de ontvangende partij een poging heeft gedaan een service terug te slaan (ook al is het een reflex) wordt de ontvanger geacht klaar te hebben gestaan en is het punt voor de serveerder.
- De shuttle rolt over het net en valt langs het net naar beneden en belandt op de speelhelft van de speler die de shuttle het laatst heeft geslagen.
- Naar de mening van de scheidsrechter verstoort een coach het spel.

## Spelvormen

### Enkelspel
Het enkelspel wordt op een lange, smalle baan gespeeld. Voor de breedte gelden de binnenste lijnen, voor de lengte de achterste lijn. De score tijdens een game loopt zowel bij dames en heren tot en met 21. Wel moet er een minimaal verschil van 2 punten zijn. Dit kan doorgaan tot en met de 30 punten; wanneer dit aantal is bereikt door een speler wint diegene de set. Men heeft één servicebeurt per persoon; maakt de serveerder/serveerster een fout dan gaat de service naar de tegenstander. Er kunnen zowel punten gemaakt worden door de serverende als de ontvangende partij. Bij een even aantal punten wordt geserveerd uit het rechter serveervak, bij een oneven aantal uit het linker.

### Dubbelspel

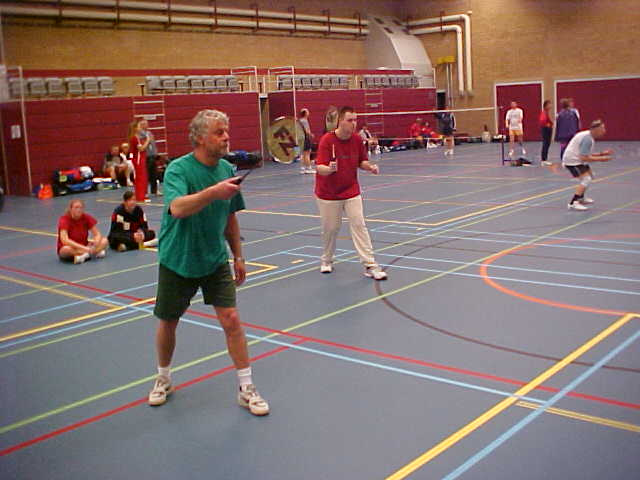
Herendubbel

Bij het dubbelspel spelen twee spelers samen. Dit kunnen twee mannen, twee vrouwen of een man en een vrouw zijn. Net als bij het enkelspel hebben beide partijen één servicebeurt. Na elk gewonnen punt moet het serverende koppel van serveervak wisselen. Wordt in de servicebeurt een fout gemaakt, dan gaat de servicebeurt over naar de tegenstanders. De service wordt bij 0 of een even aantal punten vanuit het rechter, en bij een oneven aantal punten vanuit het linkerserveervak gegeven. Dames beginnen meestal de wedstrijd rechts, alhoewel dit niet verplicht is. Het veld is bij de service breed en kort. Na de eerste service speelt men op het gehele veld (breed en lang). De buitenste lijnen tellen hier.

## Techniek
De slagtechniek bij badminton valt onder te verdelen in twee categorieën: de rotatieslagen en de extensieslagen. Bij de eerste, de rotatieslagen, wordt een rotatie van de onderarm gebruikt (de pols blijft in theorie gestrekt). Bij de tweede, de extensieslagen, gebruikt men geen rotatie, men duwt de shuttle als het ware over het net. Belangrijk bij extensie is dat de racket onmiddellijk na het raken van de shuttle stopt en teruggaat naar de plaats waar de slag is vertrokken, slagen worden niet afgemaakt.

## Slagen

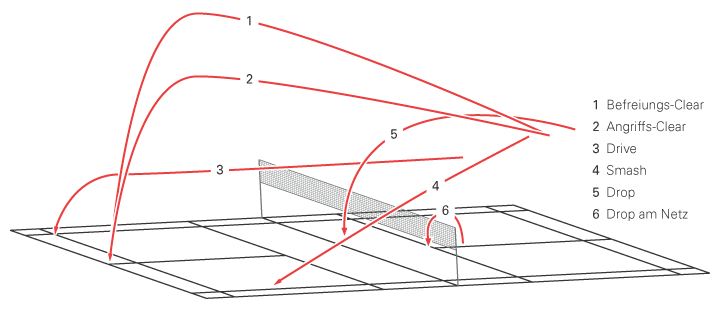
Verschillende slagvarianten

Badmintonslagen zijn in te delen in verschillende categorieën. Alle slagen hebben een backhand- en een forehandvariant.

### Aanvallende slagen
Aanvallende slagen kenmerken zich over het algemeen door het gebruik van veel kracht in de slagen, maar ook de zachte korte ballen vallen onder de aanvallende slagen. 
De meest bekende aanvallende slag is de smash. Dit is een slag waarbij de speler de shuttle met een bovenhandse beweging zo hard en/of zo effectief mogelijk op de grond bij de tegenstander slaat. De smash wordt veelal gebruikt om de tegenstander sterk onder druk te zetten en zodoende deze een fout laten maken. 
Een andere aanvallende slag is de strakke bal. Deze wordt veelal vanuit de zijkant van het veld geslagen en wordt strak naar de andere kant van het veld geslagen om zodoende de tegenstander geen tijd te geven om de shuttle goed terug te kunnen slaan. Een nadeel van deze slag is dat hij erg gemakkelijk kan worden onderschept door halverwege het veld een racket er tussen te houden, via de kracht van de tegenstander stuitert de shuttle terug naar de andere kant.
De laatste aanvallende slag is de korte bal, waarvan er een aantal varianten bestaat. Er is ten eerste de korte bal die vanuit het achterveld kort over het net wordt gespeeld (ook wel dropshot genoemd) en ten tweede de korte bal die vanuit voor in het veld kort terug wordt gespeeld (ook wel netdrop genoemd). De dropshot en netdrop hebben vele verschillende varianten op zowel de backhandkant en de forehandkant.

### Verdedigende slagen
Ook de verdedigende slagen zijn weer op te delen in verschillende categorieën:
- verdedigende clear: De speler slaat de shuttle bovenhands vanuit het achterveld met een ruime boog naar het achterveld van de tegenstander om op tijd terug in positie te komen voor de volgende slag van zijn tegenstander. Deze slag wordt zowel met de forehand als de backhand gespeeld. Tegenwoordig wordt de verdedigende clear zo min mogelijk gebruikt omdat het aanvallende spel in het badminton in de loop der jaren beter is geworden. Deze slag wordt vaak alleen gebruikt in noodsituaties.
- smashreturn: De speler retourneert de smash van zijn tegenstander onderhands, vaak wordt verdedigd met de backhandgrip, zelfs op de forehandzijde vlak bij het lichaam. Verder van het lichaam af wordt op de forehandzijde de forehandgrip gebruikt. Wanneer de shuttle omhoog wordt geretourneerd is er sprake van een verdedigende slag. De retourneerder kan echter ook met een korte of strakke return proberen de aanval over te nemen.
- lob: De speler speelt de shuttle onderhands omhoog na een dropshot of netdrop van de tegenstander. Wanneer de speler dit doet om weer in positie te komen omdat de tegenstander dreigt te scoren, is de lob een verdedigende slag. De lob kan door de speler als hij het initiatief heeft ook aanvallend ingezet worden om de tegenstander uit positie te spelen.

### Service

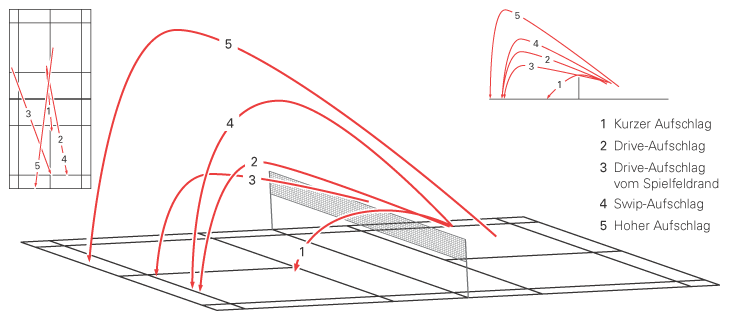
Verschillende opslagvarianten

De service wordt onderverdeeld in de korte service, de lobservice en de flickservice. 
- lobservice: De lobservice wordt met de forehand gespeeld en wordt uitsluitend in het enkelspel gebruikt om de tegenstander achterin te houden. De lobservice is een verdedigende slag omdat de ontvanger de kans heeft de shuttle naar beneden te slaan.
- korte service: Wordt zowel in het dubbel- als enkelspel gebruikt en door gevorderde spelers meestal met de backhand gespeeld. Met het spelen van de korte service wordt getracht de ontvanger te dwingen omhoog te spelen of in ieder geval niet in een verdedigende positie te komen.
- flickservice: Wordt meestal in het dubbelspel toegepast maar ook wel in het enkelspel: Bij deze service doet de serveerder alsof hij een korte service wil spelen maar op het laatste moment serveert hij de shuttle strak omhoog in het achterveld om de ontvanger te verrassen. De flickservice wordt door gevorderde spelers meestal met de backhand gespeeld.

## Instanties
Nationaal erkende instanties van de badmintonsport zijn in Nederland Badminton Nederland (BNL) en in België de Belgische Badminton Federatie (Badminton Vlaanderen (BV) en Ligue Francophone Belge de Badminton (LFBB) samen). 
De hoogste internationale instantie is de Badminton World Federation (BWF) (Badminton Wereld Federatie), gezeteld in Kuala Lumpur, Maleisië.

## Fotogalerij

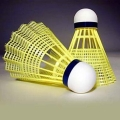
Nylon shuttles
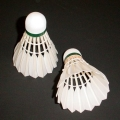
Veren shuttles
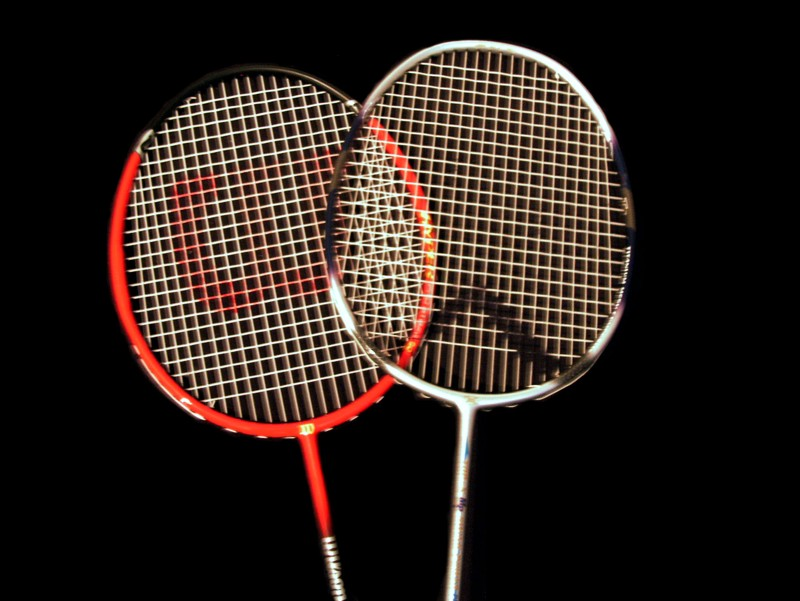
Badmintonrackets
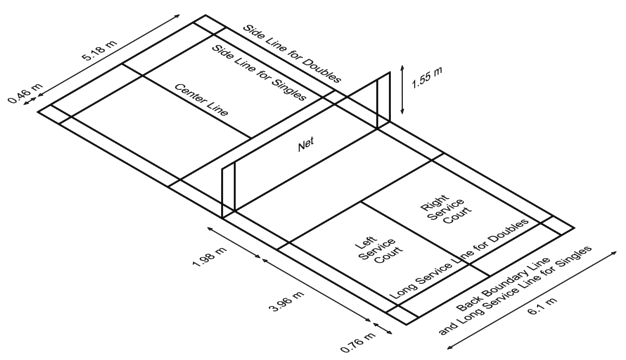
Badmintonveld